# Banuve Tabakaucoro
Ratu Banuve Lalabalavu Tabakaucoro (Suva, 4 settembre 1992) è un velocista figiano, detentore del record figiano dei 100 e 200 metri piani.

## Biografia
In carriera ha conquistato nove medaglie d'oro e cinque d'argento ai campionati oceaniani di atletica leggera e otto ori e due argenti ai Giochi del Pacifico. In quest'ultima competizione è anche detentore di un record: è l'unico atleta a vincere la medaglia d'oro sia nei 100 metri piani che nei 200 metri piani per tre edizioni consecutive, nel 2011, 2015 e 2019.

## Record nazionali
- 100 metri piani: 10"20 ( Suva, 8 luglio 2016)
- 200 metri piani: 20"53 ( Port Moresby, 17 luglio 2015)

## Progressione

### 100 metri piani
| Stagione | Tempo | Luogo     | Data      | Rank. Mond. |
| -------- | ----- | --------- | --------- | ----------- |
| 2020     | 10"61 | Canberra  | 13-2-2020 |             |
| 2019     | 10"31 | Apia      | 16-7-2019 |             |
| 2016     | 10"20 | Suva      | 8-7-2016  |             |
| 2015     | 10"22 | Cairns    | 10-5-2015 |             |
| 2014     | 10"30 | Rarotonga | 26-6-2014 |             |
| 2013     | 10"33 | Mata Utu  | 4-9-2013  |             |
| 2011     | 10"46 | Apia      | 21-6-2011 |             |
| 2010     | 10"80 | Cairns    | 25-9-2010 |             |
| 2009     | 10"68 | Avarua    | 24-9-2009 |             |

### 200 metri piani
| Stagione | Tempo | Luogo        | Data      | Rank. Mond. |
| -------- | ----- | ------------ | --------- | ----------- |
| 2020     | 21"45 | Melbourne    | 6-2-2020  |             |
| 2019     | 20"87 | Apia         | 18-7-2019 |             |
| 2016     | 20"85 | Cairns       | 25-6-2016 |             |
| 2015     | 20"53 | Port Moresby | 17-7-2015 |             |
| 2014     | 21"04 | Glasgow      | 30-7-2014 |             |
| 2013     | 21"08 | Papeete      | 3-6-2013  |             |
| 2012     | 21"87 | Brisbane     | 14-1-2012 |             |
| 2011     | 21"01 | Apia         | 23-6-2011 |             |
| 2010     | 21"69 | Cairns       | 24-9-2010 |             |
| 2009     | 21"70 | Avarua       | 25-9-2009 |             |

## Palmarès
| Anno | Manifestazione                | Sede         | Evento                  | Risultato        | Prestazione | Note              |
| ---- | ----------------------------- | ------------ | ----------------------- | ---------------- | ----------- | ----------------- |
| 2009 | Mondiali allievi              | Bressanone   | 100 m piani             | Semifinale       | dns         |                   |
| 2010 | Campionati oceaniani juniores | Cairns       | 100 m piani             | Oro              | 10"80       |                   |
| 2010 | Campionati oceaniani juniores | Cairns       | 200 m piani             | Oro              | 21"69       |                   |
| 2010 | Campionati oceaniani          | Cairns       | 100 m piani             | Oro              | 10"80       |                   |
| 2010 | Campionati oceaniani          | Cairns       | 200 m piani             | Oro              | 21"69       |                   |
| 2011 | Universiadi                   | Shenzhen     | 100 m piani             | Quarti di finale | 10"49       |                   |
| 2011 | Universiadi                   | Shenzhen     | 200 m piani             | Quarti di finale | 21"26       |                   |
| 2011 | Giochi del Pacifico           | Numea        | 100 m piani             | Oro              | 10"52       |                   |
| 2011 | Giochi del Pacifico           | Numea        | 200 m piani             | Oro              | 21"18       | Record dei Giochi |
| 2011 | Giochi del Pacifico           | Numea        | 4×100 m                 | Oro              | 41"25       |                   |
| 2013 | Campionati oceaniani          | Papeete      | 100 m piani             | Oro              | 10"65       |                   |
| 2013 | Campionati oceaniani          | Papeete      | 200 m piani             | Oro              | 21"08       |                   |
| 2013 | Campionati oceaniani          | Papeete      | Staffetta svedese mista | Argento          | 1'38"95     |                   |
| 2013 | Mondiali                      | Mosca        | 100 m piani             | Batteria         | 10"53       |                   |
| 2013 | Mondiali                      | Mosca        | 200 m piani             | Batteria         | 21"27       |                   |
| 2014 | Campionati oceaniani          | Rarotonga    | 100 m piani             | Oro              | 10"30       |                   |
| 2014 | Campionati oceaniani          | Rarotonga    | 4×100 m                 | Oro              | 41"61       |                   |
| 2014 | Campionati oceaniani          | Rarotonga    | 4×400 m                 | Argento          | 3'19"13     |                   |
| 2014 | Giochi del Commonwealth       | Glasgow      | 100 m piani             | Batteria         | 10"51       |                   |
| 2014 | Giochi del Commonwealth       | Glasgow      | 200 m piani             | Semifinale       | dq          |                   |
| 2015 | Campionati oceaniani          | Cairns       | 100 m piani             | Oro              | 10"22       |                   |
| 2015 | Campionati oceaniani          | Cairns       | 200 m piani             | Argento          | 20"68       |                   |
| 2015 | Campionati oceaniani          | Cairns       | 4×100 m                 | Oro              | 40"98       |                   |
| 2015 | Campionati oceaniani          | Cairns       | 4×400 m                 | Argento          | 3'22"16     |                   |
| 2015 | Campionati oceaniani          | Cairns       | Staffetta svedese mista | Oro              | 1'35"32     |                   |
| 2015 | Giochi del Pacifico           | Port Moresby | 100 m piani             | Oro              | 10"55       |                   |
| 2015 | Giochi del Pacifico           | Port Moresby | 200 m piani             | Oro              | 20"53       | Record nazionale  |
| 2015 | Mondiali                      | Pechino      | 100 m piani             | Batteria         | 10"41       |                   |
| 2019 | Campionati oceaniani          | Townsville   | 100 m piani             | Finale           | dq          |                   |
| 2019 | Campionati oceaniani          | Townsville   | 200 m piani             | Argento          | 21"15       |                   |
| 2019 | Giochi del Pacifico           | Apia         | 100 m piani             | Oro              | 10"31       |                   |
| 2019 | Giochi del Pacifico           | Apia         | 200 m piani             | Oro              | 20"87       |                   |
| 2019 | Giochi del Pacifico           | Apia         | 4×100 m                 | Oro              | 40"18       |                   |
| 2019 | Mondiali                      | Doha         | 100 m piani             | Batteria         | 10"56       |                   |
| 2021 | Giochi olimpici               | Tokyo        | 100 m piani             | Batteria         | 10"70       |                   |
| 2022 | Mondiali                      | Eugene       | 100 m piani             | Preliminare      | dq          |                   |
| 2022 | Giochi del Commonwealth       | Birmingham   | 100 m piani             | Batteria         | 10"64       |                   |